# أشياء غريبة (الموسم 3)
أصدر الموسم الثالث من المسلسل التلفزيوني الدرامي والخيال العلمي الأمريكي أشياء غريبة في جميع أنحاء العالم حصريًا عبر خدمة بث نيتفلكس في 4 يوليو 2019. المسلسل من تأليف الأخوة دوفر، وهم أيضًا منتجون تنفيذيون إلى جانب شون ليفي ودان كوهن وإيان باترسون.
نجوم الموسم الثالث هم وينونا رايدر ودايفيد هاربر وفين ولفهارد وميلي بوبي براون وجاتين ماتارازو وكيلب ماكلوغلين ونوح شناب وسادي سينك وناتاليا ديير وتشارلي هيتون وجو كيري وداكري مونتغمري ومايا هوك وبريا فيرجسون وكارا بوونو. يظهر كل من كاري إلويس وجايك بيوسي ومايكل بارك وفرانشيسكا ريالي في أدوارهم ذاتها. تلقى الموسم الثالث من أشياء غريبة ردود فعل إيجابية من النقاد، الذين أشادوا بالصورة البصرية والكوميديا والأداء التمثيلي (خاصةً أداء هاربر وبراون ومونتجومري وهوك) والثقل العاطفي، لكن البعض انتقد أسلوب السرد المتكرر وتهميش بعض الشخصيات.

## المقدمة
في صيف 1985 وتحديدًا في مدينة هوكينز، أصبح مركز ستاركورت التجاري المفتتح حديثًا نقطة محورية في المدينة، ما أدى إلى توقف المتاجر الأخرى عن العمل. رئيس شرطة مدينة هوكينز «جيم هوبر»، لا يوافق على العلاقة الناشئة بين إيليفن ومايك، في حين تفكر جويس في الخروج من هوكينز من أجل حياة أفضل لأطفالها ونفسها، وترك علاقة الصداقة التي بين الأطفال وعلاقتها الخاصة مع هوبر في مهب الريح.
لاحظت جويس شيئًا غريبًا يحدث بمغناطيسها وقررت التحقيق في الأمر. وفي غضون ذلك، جعلت التقلبات الغريبة في الطاقة ويل يستشعر بوجود شيء آخر، ويشعر كل من إيليفن وماكس بوجود شيء غريب بخصوص سكان المدينة. ورغم إغلاقهم للبوابة المؤدية إلى العالم المعكوس، يخشون أنهم مازالوا جميعًا في خطر من ذلك الشيء.

## فريق التمثيل والشخصيات
قائمة بشخصيات مسلسل «أشياء غريبة»

### الشخصيات الرئيسية
- وينونا رايدر في دور جويس بايرز.
- ديفد هاربر في دور جيم هوبر.
- فين ولفهارد في دور مايك ويلر.
- ميلي بوبي براون في دور إيليفن/جاين هوبر.
- جايتن ماتاراتزو في دور داستن هندرسون.
- كاليب ماكلوكلين في دور لوكاس سنكلير.
- نوح شناب في دور ويل بايرز.
- سادي سينك في دور ماكس مايفيلد.
- ناتاليا ديير في دور نانسي ويلر.
- تشارلي هيتون في دور جوناثان بايرز.
- جو كيري في دور ستيف هارينجتون.
- داكري مونتغمري في دور بيلي هارجروف.
- مايا هوك في دور روبن باكلي.
- بريا فيرجسون في دور إيريكا سنكلير.
- كارا بوونو في دور كارين ويلر.

### شخصيات بأدوار ثانوية
- جو كريست في دور تيد ويلر.
- أندري إيفتشينكو في دور جريجوري.
- بريت جيلمان في دور موراي بومان.
- كاري الويس في دور لاري كلاين.
- بيغي مايلي في دور دوريس دريسكول.
- جيك بوسي في دور بروس لوي.
- فرانشيسكا ريالي في دور هيذر هولواي.
- مايكل بارك في دور توم هولواي.
- أليك أوتجوف في دور أليكسي.
- ياسين بيانكوف في دور عالم روسي.
- روب مورغان في دور الضابط باول.
- جون رينولدز في دور الضابط كالاهان.
- آرثر دربينيان في دور الدكتور زاركوف.
- ميشا كوزنتسوف في دور القائد أوزيروف.

### ضيوف الشرف
- شون أستين في دور بوب نيوبي.[7]
- كاثرين كيرتن في دور كلوديا هندرسون.[بحاجة لمصدر]
- راندي هافينز في دور سكوت كلارك.[بحاجة لمصدر]
- ويل تشيس في دور نيل هارجروف.[بحاجة لمصدر]
- كريستوفر كونفيري في دور بيلي الصغير.[بحاجة لمصدر]
- جيسي سينك في دور ماكس الصغيرة.[بحاجة لمصدر]
- بيث ريسغراف في دور أم بيلي.[بحاجة لمصدر]
- غابرييلا بيزولو في دور سوزي.[بحاجة لمصدر]
- بول ريزر في دور سام أوينز.[بحاجة لمصدر]
- ماتي كارداروبل في دور كيث.[بحاجة لمصدر]

## الحلقات
علاقة حبّ وليدة، ومركزٌ تجاري جديد، وجرذانٌ مسعورة تعدو نحو الخطر. إنّه صيف عام 1985 في مدينة «هوكينز»... وصيفٌ واحدٌ كفيلٌ بتغيير كلّ شيء.
| الرقم في المسلسل | الرقم في الموسم | عنوان الحلقة                                                                            | المخرج        | الكاتب        | تاريخ العرض  |
| ---------------- | --------------- | --------------------------------------------------------------------------------------- | ------------- | ------------- | ------------ |
| 18               | 1               | «Chapter One: Suzie, Do You Copy? (فصل 1: هل تسمعينني، يا سوزي؟)»                       | الاخوة دوفر   | الاخوة دوفر   | 4 يوليو 2019 |
| 19               | 2               | «Chapter Two: The Mall Rats (فصل 2: جرذان المركز التجاريّ)»                              | الاخوة دوفر   | الاخوة دوفر   | 4 يوليو 2019 |
| 20               | 3               | «Chapter Three: The Case of the Missing Lifeguard (فصل 3: قضيّة حارسة الإنقاذ المفقودة)» | شون ليفي      | ويليام بريدغز | 4 يوليو 2019 |
| 21               | 4               | «Chapter Four: The Sauna Test (فصل 4: اختبار السّاونا)»                                  | شون ليفي      | كيت تريفري    | 4 يوليو 2019 |
| 22               | 5               | «Chapter Five: The Flayed (فصل 5: الجيش)»                                               | يوتا بريسويتز | بول ديختر     | 4 يوليو 2019 |
| 23               | 6               | «Chapter Six: E Pluribus Unum (فصل 6: في عيد الاستقلال)»                                | يوتا بريسويتز | كورتيس جوين   | 4 يوليو 2019 |
| 24               | 7               | «Chapter Seven: The Bite (فصل 7: العضّة)»                                                | الأخوة دوفر   | الأخوة دوفر   | 4 يوليو 2019 |
| 25               | 8               | «Chapter Eight: The Battle of Starcourt (فصل 8: معركة ستاركورت)»                        | الأخوة دوفر   | الأخوة دوفر   | 4 يوليو 2019 |